# Nekrolog 1873
2
Nekrolog
◄◄
| ◄
| 1869
| 1870
| 1871
| 1872
| 1873 | 1874 | 1875 | 1876 | 1877 | ► | ►►
Weitere Ereignisse | Allgemeiner Nekrolog 1873
Die Beschreibung der verstorbenen Person sollte so kurz wie möglich gehalten sein und nur deren signifikante Tätigkeit(en) enthalten.
Neue Namen ggf. auch unter dem Geburts- und Sterbedatum, also etwa unter 1. Januar und im Geburts- und Sterbejahr (2024) eintragen (nur bei entsprechender großer Wichtigkeit). Für Beispiele siehe die schon vorhandenen Artikel.
Außerdem über die fünf zuletzt Verstorbenen, zu denen es einen ausreichend guten Artikel für eine Präsentation auf der Hauptseite gibt, nach der todesbedingten Überarbeitung der Artikel ggf. auch unter Wikipedia Diskussion:Hauptseite informieren und sie am besten auch in den anderen Wikipedia-Sprachversionen eintragen. Tipp: Regelmäßig bei news.google.de nach „ist tot“, „gestorben“ oder „verstorben“ suchen.
Wenn eine Person gestorben ist, gibt es viele Seiten zu dieser Person in der Wikipedia, die davon auch betroffen sind und entsprechend aktualisiert werden müssen. Beispiele: Namenübersichtsseite, Geburtsjahr, Geburtsort-Seiten und viele mehr.
Wie finde ich die betroffenen Seiten?
Im Suchfeld auf der linken Seite gibt man den Suchbegriff so ein: „Vorname Nachname“. Dann klickt man auf Volltext und alle Seiten mit entsprechendem Suchtext werden aufgerufen. Hier sieht man dann schnell, wo auch das Todesjahr Sinn macht oder sogar ein Teil des Artikels angepasst werden muss. Auch hilft das „Werkzeug“ auf der linken Seite sehr gut, um solche Seiten aufzufinden: „Links auf diese Seite“. Somit ist die Wikipedia wieder aktuell in allen Bereichen! Hinweis: bei Eintragung der Kategorie „Gestorben JAHR“ wird der Missbrauchsfilter 49 ausgelöst, was jedoch nicht schlimm ist. Siehe: Spezial:Missbrauchsfilter/49
Dies ist eine Liste von im Jahr 1873 verstorbenen bekannten Persönlichkeiten. Die Einträge erfolgen innerhalb der einzelnen Daten alphabetisch sortiert. Tiere sind im Nekrolog für Tiere zu finden.

## Januar
| Tag        | Name                                  | Beruf, bekannt als                                                                     | Alter | Beleg |
| ---------- | ------------------------------------- | -------------------------------------------------------------------------------------- | ----- | ----- |
| 1. Januar  | Johannes Gerl                         | deutscher Opernsänger (Bariton) und Gesangspädagoge                                    | 69    |       |
| 1. Januar  | Saint-Marc Girardin                   | französischer Politiker, Mitglied der Nationalversammlung und Literaturwissenschaftler | 71    |       |
| 1. Januar  | Carl Lundbye                          | dänischer Artillerieoffizier und Kriegsminister                                        | 60    |       |
| 2. Januar  | Boguslaw von Radziwill                | deutscher Fürst, Politiker                                                             | 63    |       |
| 3. Januar  | Carl Groß                             | deutscher Jurist und Politiker                                                         | 72    |       |
| 3. Januar  | Józef Wysocki                         | polnischer General                                                                     |       |       |
| 6. Januar  | Carl Frederik von Blixen-Finecke      | dänisch-schwedischer Gutsbesitzer und Politiker                                        | 50    |       |
| 6. Januar  | August von Saucken-Julienfelde        | deutscher Gutsbesitzer und Politiker                                                   | 74    |       |
| 7. Januar  | Herenäus Haid                         | deutscher römisch-katholischer Theologe, Autor und Übersetzer                          | 88    |       |
| 7. Januar  | Karl Emanuel Tscharner                | Schweizer Bildhauer                                                                    | 81    |       |
| 8. Januar  | Ludwig Adolf Petri                    | deutscher neulutherischer Theologe                                                     | 69    |       |
| 9. Januar  | Sigurd Abel                           | deutscher Historiker                                                                   | 35    |       |
| 9. Januar  | James Hannay                          | britischer Schriftsteller                                                              | 45    |       |
| 9. Januar  | Napoleon III.                         | französischer Staatspräsident, Kaiser der Franzosen                                    | 64    |       |
| 9. Januar  | Karl Theodor Seydel                   | preußischer Beamter und Oberbürgermeister von Berlin (1863–1872)                       | 60    |       |
| 12. Januar | Christian Düberg                      | deutscher Jurist und Publizist                                                         | 66    |       |
| 13. Januar | Michael Walsh Cluskey                 | US-amerikanischer Politiker und Offizier in der Konföderiertenarmee                    |       |       |
| 13. Januar | Felix Helbling                        | Schweizer römisch-katholischer Geistlicher und Politiker                               | 70    |       |
| 13. Januar | Henry Venn                            | englischer Theologe und Generalsekretär der Church Missionary Society                  | 76    |       |
| 14. Januar | Louis Burnier                         | Schweizer evangelischer Geistlicher und Schulreformer                                  | 77    |       |
| 14. Januar | Frederick Thomas Michell              | britischer Admiral                                                                     | 84    |       |
| 16. Januar | James Carroll                         | US-amerikanischer Politiker                                                            | 81    |       |
| 16. Januar | Reinhold Köhler                       | deutscher Mediziner                                                                    | 47    |       |
| 16. Januar | Franz von Waldersee                   | preußischer General der Kavallerie                                                     | 81    |       |
| 18. Januar | Edward Bulwer-Lytton, 1. Baron Lytton | englischer Romanautor                                                                  | 69    |       |
| 18. Januar | Charles Dupin                         | französischer Mathematiker, Ingenieur und Politiker                                    | 88    |       |
| 18. Januar | Philipp Jakob Wieland                 | deutscher Unternehmer                                                                  |       |       |
| 19. Januar | Georg Philipp Schmitt                 | deutscher Kunstmaler                                                                   | 64    |       |
| 19. Januar | Albert Christian Weinlig              | deutscher Mediziner, Herausgeber, Beamter und Innenminister                            | 60    |       |
| 20. Januar | Franz Barbarini                       | österreichischer Landschaftsmaler                                                      |       |       |
| 20. Januar | Basile Moreau                         | französischer Priester und Ordensgründer; Seliger                                      | 73    |       |
| 20. Januar | Leonhard Schmidtner                   | deutscher Architekt, bayerischer Baubeamter                                            | 73    |       |
| 21. Januar | Charlotte von Württemberg             | durch Heirat Großfürstin von Russland                                                  | 66    |       |
| 21. Januar | George Strother Gaines                | US-amerikanischer Politiker, Lobbyist, Bankier und Indianeragent                       | 88    |       |
| 21. Januar | Albany Hancock                        | britischer Zoologe                                                                     | 66    |       |
| 21. Januar | Karl Zell                             | deutscher Klassischer Philologe                                                        | 79    |       |
| 23. Januar | Wilhelm Goldmann                      | Landtagsabgeordneter Großherzogtum Hessen                                              | 80    |       |
| 23. Januar | William Stanbery                      | US-amerikanischer Politiker                                                            | 84    |       |
| 24. Januar | Johann Friedrich Christoph Bauer      | deutscher Politiker und evangelischer Theologe                                         | 69    |       |
| 24. Januar | Jules Eytel                           | Schweizer Politiker (FDP)                                                              | 55    |       |
| 24. Januar | Georg Friedrich Ziebland              | deutscher Architekt                                                                    | 72    |       |
| 25. Januar | Emil Heine                            | deutscher katholischer Theologe und Geistlicher                                        | 66    |       |
| 25. Januar | Johann Konrad Krausser                | deutscher Bildhauer                                                                    | 57    |       |
| 26. Januar | Carlo d’Arco                          | italienischer Kunsthistoriker, Maler und Nationalökonom                                |       |       |
| 26. Januar | Amélie von Leuchtenberg               | Kaiserin von Brasilien                                                                 | 60    |       |
| 26. Januar | Benjamin White Norris                 | US-amerikanischer Rechtsanwalt und Politiker                                           | 54    |       |
| 27. Januar | Robert B. Cranston                    | US-amerikanischer Politiker                                                            | 82    |       |
| 27. Januar | Adam Sedgwick                         | britischer Geologie                                                                    | 87    |       |
| 28. Januar | John Potter Hamilton                  | britischer Diplomat                                                                    |       |       |
| 28. Januar | John Hart                             | australischer Politiker, dreimaliger Premier von South Australia                       | 63    |       |
| 28. Januar | Henry Hugo Pierson                    | deutscher Komponist englischer Herkunft                                                | 57    |       |
| 30. Januar | Ignaz Peter Lüstner                   | deutscher Violinist und Dirigent                                                       | 79    |       |
| 31. Januar | Joel Aldrich Matteson                 | US-amerikanischer Politiker                                                            | 64    |       |

## Februar
| Tag         | Name                                | Beruf, bekannt als                                                               | Alter | Beleg |
| ----------- | ----------------------------------- | -------------------------------------------------------------------------------- | ----- | ----- |
| 1. Februar  | Gertrudis Gómez de Avellaneda       | spanische bzw. kubanische Schriftstellerin                                       | 58    |       |
| 1. Februar  | Matthew Fontaine Maury              | US-amerikanischer Marineoffizier und Hydrograph                                  | 67    |       |
| 1. Februar  | Socrates N. Sherman                 | US-amerikanischer Arzt und Politiker                                             | 71    |       |
| 3. Februar  | Isaac Baker Brown                   | Gynäkologe                                                                       |       |       |
| 3. Februar  | Carl Friedrich Wilhelm Cruse        | deutscher Pharmakologe und Hochschullehrer                                       | 69    |       |
| 3. Februar  | Ferdinand zu Solms-Braunfels        | deutscher Standesherr                                                            | 75    |       |
| 4. Februar  | Maria Susanne Kübler                | Schweizer Volksschriftstellerin                                                  | 58    |       |
| 4. Februar  | Theodor von Reventlow               | Gutsherr der holsteinischen Güter Jersbek und Stegen                             | 71    |       |
| 4. Februar  | Clemens Carl von Twickel            | deutscher Gutsbesitzer und Politiker                                             | 84    |       |
| 6. Februar  | Eduard Gänswürger                   | deutscher Raubmörder, Teil der Donaumoosräuber                                   | 29    |       |
| 7. Februar  | Max von Eelking                     | deutscher Offizier, Historiker und Maler                                         | 59    |       |
| 7. Februar  | John Kincaid                        | US-amerikanischer Politiker                                                      | 81    |       |
| 8. Februar  | Gottfried Wilhelm Baer              | deutscher Orgelbauer                                                             | 61    |       |
| 8. Februar  | Christian Johannes Eduard Eissfeldt | deutscher Kaufmann und Politiker, MdHB                                           | 43    |       |
| 8. Februar  | John White Geary                    | US-amerikanischer Politiker                                                      | 53    |       |
| 9. Februar  | Julius Fürst                        | deutscher Orientalist                                                            | 67    |       |
| 9. Februar  | Karoline Auguste von Bayern         | bayerische Adelige, Kronprinzessin von Württemberg, Kaiserin von Österreich      | 81    |       |
| 10. Februar | Wilhelm Beckershoff                 | deutscher Bauunternehmer, Steinbruchbesitzer und Kommunalpolitiker               | 66    |       |
| 10. Februar | Joseph Sheridan Le Fanu             | irischer Schriftsteller                                                          | 58    |       |
| 11. Februar | Karl Franz Georg Albrecht           | deutscher Jurist, Verwaltungsbeamter und Staatsrat im Königreich Hannover        | 73    |       |
| 11. Februar | Juan Bravo Murillo                  | Regierungspräsident von Spanien                                                  | 69    |       |
| 12. Februar | Eduard Clavel                       | deutscher Verwaltungsbeamter                                                     | 62    |       |
| 12. Februar | Claude Jourdan                      | französischer Zoologe und Paläontologe                                           | 69    |       |
| 12. Februar | Martin Kalbfleisch                  | US-amerikanischer Politiker                                                      | 69    |       |
| 13. Februar | Alexandre Thorin                    | Schweizer Politiker und Staatsrat des Kantons Freiburg                           | 67    |       |
| 13. Februar | William W. Woodworth                | US-amerikanischer Jurist und Politiker                                           | 65    |       |
| 14. Februar | Theodor Hilgard                     | deutscher Rechtswissenschaftler                                                  | 82    |       |
| 14. Februar | Stanislas Julien                    | französischer Sinologe                                                           |       |       |
| 14. Februar | Adolf August Friedrich Rudorff      | deutscher Rechtswissenschaftler                                                  | 69    |       |
| 15. Februar | Rudolf Cerf                         | deutscher Theaterleiter                                                          |       |       |
| 16. Februar | Johann Otto Donner                  | preußischer Konteradmiral, Befehlshaber der Schleswig-Holsteinischen Marine      | 64    |       |
| 16. Februar | Johann Baptist Pischek              | böhmischer Opernsänger (Bariton)                                                 | 58    |       |
| 17. Februar | Johann Christoph Bendler            | Ratsmaurermeister und Kommunalpolitiker                                          | 83    |       |
| 17. Februar | Gustav von Schimmelmann             | preußischer Generalleutnant                                                      | 56    |       |
| 17. Februar | Thomas Sinnickson                   | US-amerikanischer Politiker                                                      | 86    |       |
| 18. Februar | Wassil Lewski                       | bulgarischer Nationalheld und Revolutionär                                       | 32    |       |
| 19. Februar | Heinrich Czolbe                     | Mediziner, Philosoph                                                             | 53    |       |
| 19. Februar | Johann Dummel                       | badisch-salzburgischer Orgel- und Klavierbauer                                   |       |       |
| 20. Februar | Charles A. Floyd                    | US-amerikanischer Jurist und Politiker                                           |       |       |
| 21. Februar | Leo Stöcklin                        | Schweizer Benediktinermönch, Komponist, Organist und Abt des Klosters Mariastein | 69    |       |
| 22. Februar | Peter Dajnko                        | slowenischer Priester, Autor und Linguist                                        | 85    |       |
| 22. Februar | Ernst Esche                         | deutscher Kaufmann, Textilunternehmer und liberaler Politiker, MdL               | 55    |       |
| 23. Februar | Lorenzo Arrazola García             | Regierungspräsident von Spanien                                                  | 75    |       |
| 23. Februar | Jakob von Hartmann                  | bayerischer Offizier, zuletzt General der Infanterie                             | 78    |       |
| 24. Februar | Heinrich Kurz                       | deutsch-schweizerischer Literaturhistoriker und Sinologe                         | 67    |       |
| 24. Februar | Spyridon Trikoupis                  | griechischer Politiker und Ministerpräsident                                     | 84    |       |
| 25. Februar | Adolf Bacmeister                    | deutscher Germanist, Journalist, Philologe und Schriftsteller                    | 45    |       |
| 25. Februar | Theodor Marezoll                    | deutscher Rechtswissenschaftler und Hochschullehrer                              | 79    |       |
| 25. Februar | Philippe-Paul de Ségur              | französischer Oberst                                                             | 92    |       |
| 26. Februar | Franz Wenzl Tobisch                 | katholischer Geistlicher                                                         | 84    |       |
| 27. Februar | Simon Brown                         | US-amerikanischer Politiker                                                      | 70    |       |
| 27. Februar | Elisabeth Campe                     | deutsche Salonnière und Schriftstellerin                                         | 86    |       |
| 27. Februar | Ambros Oschwald                     | deutscher Priester                                                               | 71    |       |
| 28. Februar | Georges Chalandon                   | französischer römisch-katholischer Geistlicher und Erzbischof                    | 69    |       |
| Februar     | Johann Wilhelm Mitzenius            | deutscher Bibliothekar                                                           |       |       |

## März
| Tag      | Name                                                             | Beruf, bekannt als                                                  | Alter | Beleg |
| -------- | ---------------------------------------------------------------- | ------------------------------------------------------------------- | ----- | ----- |
| 2. März  | Ludwig von Elverfeldt                                            | deutscher Gutsbesitzer                                              | 79    |       |
| 3. März  | Franz Clara                                                      | Südtiroler katholischer Geistlicher und Fossiliensammler            | 91    |       |
| 3. März  | Leopold von Sonnleithner                                         | österreichischer Jurist                                             | 75    |       |
| 4. März  | Siegfried Becher                                                 | Statistiker und Nationalökonom                                      | 67    |       |
| 4. März  | Georg Göth                                                       | österreichischer Historiker und Naturforscher                       | 69    |       |
| 4. März  | Alfred Iverson senior                                            | US-amerikanischer Politiker (Demokratische Partei)                  | 74    |       |
| 5. März  | Alexis de Castillon                                              | französischer Komponist                                             | 34    |       |
| 5. März  | Henry Thomas Lowry-Corry                                         | britischer Politiker, Mitglied des House of Commons                 | 69    |       |
| 5. März  | Maximilien de Ring                                               | deutsch-französischer Archäologe, Landschaftsmaler und Zeichner     | 73    |       |
| 7. März  | John Denison, 1. Viscount Ossington                              | britischer Politiker (Liberal Party), Sprecher des House of Commons | 73    |       |
| 7. März  | Peter Friedrichsen                                               | deutscher lutherischer Theologe und Geistlicher                     | 82    |       |
| 7. März  | Franz Pyllemann                                                  | Musikkritiker, Pianist und Dozent für Musiktheorie                  | 31    |       |
| 8. März  | Wilhelm von Bausch                                               | deutscher Politiker und Oberamtmann                                 | 68    |       |
| 8. März  | Frederic Madden                                                  | britischer Bibliothekar und Paläograph                              | 72    |       |
| 8. März  | Robert William Thomson                                           | schottischer Erfinder                                               |       |       |
| 9. März  | Carl Gotthelf Kind                                               | deutscher Bergbautechniker                                          | 71    |       |
| 9. März  | Charles Knight                                                   | englischer Schriftsteller und Verleger                              | 81    |       |
| 10. März | Carl Albrecht Reinhold Baggesen                                  | Schweizer Pfarrer                                                   | 79    |       |
| 10. März | Jules Bourcier                                                   | französischer Ornithologe                                           | 76    |       |
| 10. März | Pauline von Württemberg                                          | Königin von Württemberg (1820–1864)                                 | 72    |       |
| 11. März | Samuel Friedrich Diez                                            | deutscher Maler; Hofmaler und Hofrat in Meiningen                   | 69    |       |
| 11. März | John Torrey                                                      | US-amerikanischer Botaniker und Chemiker                            | 76    |       |
| 12. März | Tomás Martínez Guerrero                                          | nicaraguanischer Politiker, Präsident von Nicaragua (1857–1867)     | 52    |       |
| 13. März | Joseph Georg Beer                                                | österreichischer Botaniker                                          | 69    |       |
| 13. März | David Swinson Maynard                                            | US-amerikanischer Pionier                                           | 64    |       |
| 14. März | François Baucher                                                 | französischer Meister der Pferdedressur                             | 76    |       |
| 15. März | Humphrey H. Leavitt                                              | US-amerikanischer Politiker (Demokratische Partei)                  | 76    |       |
| 16. März | George Washington Bridges                                        | US-amerikanischer Politiker                                         | 47    |       |
| 17. März | Carl Hecker                                                      | deutscher Unternehmer                                               | 77    |       |
| 17. März | Barbara Maix                                                     | römisch-katholische Ordensfrau, Ordensgründerin                     | 54    |       |
| 17. März | Joseph Salvador                                                  | französischer Historiker des Judentums                              | 77    |       |
| 18. März | Ludwig Giesebrecht                                               | deutscher Dichter und Historiker                                    | 80    |       |
| 18. März | Georg Franz Merck                                                | deutscher Chemiker und Unternehmer                                  | 48    |       |
| 19. März | Johanna Carolina Constantia Wilhelmina van der Brugghen van Croy | niederländische Stifterin                                           | 77    |       |
| 19. März | Wilhelm Stahl                                                    | deutscher Staatswissenschaftler und Politiker                       | 60    |       |
| 20. März | William Brydon                                                   | Assistenzsartzt in der britischen Armee                             | 61    |       |
| 20. März | Joseph Fitz Randolph                                             | US-amerikanischer Jurist und Politiker                              | 70    |       |
| 21. März | Johann Jakob Karlen                                              | Schweizer Politiker                                                 | 54    |       |
| 22. März | Giuseppe C. Clementi                                             | italienischer Botaniker                                             | 60    |       |
| 24. März | John A. Collier                                                  | US-amerikanischer Jurist und Politiker                              | 85    |       |
| 24. März | Mary Ann Cotton                                                  | britische Serienmörderin                                            | 40    |       |
| 25. März | Vilhelm Marstrand                                                | dänischer Maler                                                     | 62    |       |
| 26. März | Albrecht von Bernstorff                                          | preußischer Diplomat und Außenminister                              | 64    |       |
| 27. März | Margaretha Rosina Henriëtta Bia                                  | niederländische Tänzerin und Schauspielerin                         | 54    |       |
| 27. März | James Dixon                                                      | US-amerikanischer Politiker                                         | 58    |       |
| 27. März | Joseph-Louis-Elzéar Ortolan                                      | französischer Jurist und Schriftsteller                             | 70    |       |
| 28. März | John Thomson Mason, Jr.                                          | US-amerikanischer Jurist und Politiker                              | 57    |       |
| 29. März | Francesco Zantedeschi                                            | italienischer Priester und Physiker                                 | 75    |       |
| 30. März | Theodor Fischer                                                  | deutscher Maler                                                     | 55    |       |
| 30. März | Bénédict Augustin Morel                                          | französischer Psychiater                                            | 63    |       |
| 30. März | William L. Sharkey                                               | US-amerikanischer Jurist und Politiker                              | 74    |       |
| 31. März | Johann Friedrich Eduard Ehrhorn                                  | deutscher Kaufmann und MdHB                                         | 63    |       |
| 31. März | James Harper                                                     | US-amerikanischer Politiker                                         | 93    |       |
| 31. März | Josiah C. Nott                                                   | US-amerikanischer Arzt und Rassentheoretiker                        | 69    |       |
| 31. März | Wilhelm Stern                                                    | deutscher Pädagoge                                                  | 80    |       |

## April
| Tag       | Name                               | Beruf, bekannt als                                                                                | Alter | Beleg |
| --------- | ---------------------------------- | ------------------------------------------------------------------------------------------------- | ----- | ----- |
| 1. April  | Johann Nepomuk von Alpenburg       | österreichischer Autor und Mäzen                                                                  | 66    |       |
| 2. April  | Maximilian Ruth                    | deutscher Jurist                                                                                  |       |       |
| 3. April  | Theodor Esche                      | deutscher Textilfabrikant und Politiker, MdL (Königreich Sachsen)                                 | 56    |       |
| 3. April  | Anton Frenzel                      | Theologe, Generalvikar und Weihbischof im Bistum Ermland                                          | 82    |       |
| 3. April  | Franz Seraph Rieder                | österreichischer Geistlicher, Theologe und Kirchenrechtler                                        | 67    |       |
| 4. April  | Johann Martin Landenberger         | Landwirt, MdL (Württemberg)                                                                       | 68    |       |
| 4. April  | Michele Panebianco                 | italienischer Maler                                                                               | 66    |       |
| 5. April  | Milivoje Petrović Blaznavac        | serbischer Politiker und Offizier                                                                 | 48    |       |
| 5. April  | Andrew B. Moore                    | US-amerikanischer Politiker, 16. Gouverneur von Alabama                                           | 66    |       |
| 6. April  | Carl Wilhelm Schwabe               | deutscher Mediziner                                                                               | 66    |       |
| 8. April  | Ferdinand von Rohr                 | preußischer Generalleutnant                                                                       | 67    |       |
| 9. April  | Charles Allston Collins            | britischer Maler und Schriftsteller                                                               | 45    |       |
| 10. April | Marie Ephrem Garrelon              | französischer Bischof in Indien, Karmelit                                                         | 45    |       |
| 10. April | Johannes van Rossum                | niederländischer Bibliothekar, Sekretär und Lebensgefährte                                        |       |       |
| 11. April | Edward Richard Sprigg Canby        | US-amerikanischer General im Amerikanischen Bürgerkrieg und in Kämpfen gegen die Indianer         | 55    |       |
| 12. April | John Watts de Peyster, Jr.         | US-amerikanischer Offizier der Union Army während des amerikanischen Bürgerkriegs                 | 31    |       |
| 12. April | Wilhelm Franz Francke              | deutscher Jurist                                                                                  | 69    |       |
| 12. April | Eugen Hackmann                     | rumänischer Metropolit und österreichischer Politiker                                             | 80    |       |
| 12. April | Luther Martin Kennett              | US-amerikanischer Politiker                                                                       | 66    |       |
| 12. April | Ernst Otto Reiniger                | deutscher Landschaftsmaler                                                                        | 31    |       |
| 13. April | Carlo Coccia                       | italienischer Opernkomponist und Kirchenmusiker                                                   | 90    |       |
| 13. April | Karl Theodor Pütter                | deutscher Jurist und Hochschullehrer                                                              | 70    |       |
| 13. April | Friedrich Schenker                 | Schweizer Jurist und freisinniger Politiker aus dem Kanton Solothurn                              | 63    |       |
| 14. April | Jean-Valentin Bender               | belgischer Komponist und Dirigent                                                                 | 71    |       |
| 14. April | Matthias Josef Raffauf             | deutscher Gutsbesitzer und Politiker                                                              | 75    |       |
| 15. April | Christopher Hansteen               | norwegischer Astronom                                                                             | 88    |       |
| 15. April | Konrad Dietrich Haßler             | deutscher Pädagoge, Orientalist, Philologe, Politiker und Denkmalpfleger                          | 69    |       |
| 16. April | Erasmus D. Campbell                | US-amerikanischer Politiker                                                                       | 62    |       |
| 16. April | Arcisse de Caumont                 | französischer Geologe, Archäologe, Kunsthistoriker und Historiker                                 | 71    |       |
| 16. April | Albert Glatigny                    | französischer Schauspieler und Schriftsteller                                                     | 33    |       |
| 17. April | Semen Hulak-Artemowskyj            | ukrainischer Opernsänger und Komponist                                                            | 60    |       |
| 18. April | Justus von Liebig                  | deutscher Chemiker                                                                                | 69    |       |
| 19. April | Robert Wilhelm Ekman               | finnischer Maler                                                                                  | 64    |       |
| 19. April | Heinrich Wilhelm Hahn der Jüngere  | deutscher Buchhändler und Verleger                                                                | 78    |       |
| 19. April | Hamilton Hume                      | australischer Forschungsreisender                                                                 | 75    |       |
| 19. April | Carl Christian Otto                | dänisch-deutscher Mnemotechniker und kommunistischer Journalist                                   | 55    |       |
| 20. April | Henry Bence Jones                  | englischer Arzt und Chemiker                                                                      | 59    |       |
| 20. April | Carl Schmutz                       | österreichischer Regimentskommandeur, Landwirt und Autor des Historischen Lexikons der Steiermark | 86    |       |
| 21. April | Hermann Theodor Haustein           | deutscher Jurist und Politiker, MdL (Königreich Sachsen)                                          | 58    |       |
| 21. April | Friedrich Thöming                  | Marinemaler                                                                                       | 70    |       |
| 22. April | Wilhelm Exter                      | deutscher Verwaltungsbeamter und Richter                                                          |       |       |
| 22. April | Luis Molina Bedoya                 | guatemaltekischer Außenminister                                                                   | 53    |       |
| 22. April | William Pickering                  | US-amerikanischer Politiker                                                                       | 75    |       |
| 22. April | Eduard von Waldow und Reitzenstein | preußischer Rittergutsbesitzer und Politiker                                                      | 76    |       |
| 23. April | Wolfgang Menzel                    | deutscher Literaturhistoriker der Spätromantik                                                    | 74    |       |
| 23. April | Karl Wilhelm Penzler               | deutscher evangelischer Pfarrer                                                                   | 57    |       |
| 24. April | Adolf zu Hohenlohe-Ingelfingen     | deutscher Militär und Politiker                                                                   |       |       |
| 25. April | Karl Schmid                        | Schweizer Opernsänger                                                                             | 48    |       |
| 25. April | Fjodor Petrowitsch Tolstoi         | russischer Maler, Zeichner und Bildhauer                                                          | 90    |       |
| 27. April | Gottfried Vinzenz von Brewer       | preußischer Verwaltungsbeamter, Landrat                                                           | 42    |       |
| 27. April | William Charles Macready           | englischer Schauspieler                                                                           | 80    |       |
| 28. April | Giovanni Maria Benzoni             | italienischer Bildhauer                                                                           | 63    |       |
| 28. April | Theodor von Karajan                | österreichischer Germanist, Historiker und Politiker                                              | 63    |       |
| 28. April | Walther Munzinger                  | Schweizer Jurist und Kirchenpolitiker                                                             | 42    |       |
| 28. April | Johann Jakob Oechslin              | Schweizer Bildhauer                                                                               | 71    |       |
| 28. April | Wilhelm Spindler                   | Berliner Unternehmer                                                                              | 63    |       |
| 28. April | Andrew J. Thayer                   | US-amerikanischer Jurist und Politiker                                                            | 54    |       |
| 29. April | Franklin Gardner                   | General der Konföderierten im Amerikanischen Bürgerkrieg                                          | 50    |       |
| 29. April | Joseph Riezler                     | bayrischer Bankier                                                                                | 82    |       |
| 30. April | Alexis Billiet                     | französischer Geistlicher, Erzbischof von Chambéry und Kardinal                                   | 90    |       |
| 30. April | James Brooks                       | US-amerikanischer Politiker                                                                       | 62    |       |
| 30. April | Johannes Leunis                    | Hildesheimer Geistlicher, Lehrer und Botaniker                                                    | 70    |       |
| 30. April | Karl Sachs                         | deutscher Verwaltungsjurist                                                                       |       |       |
| 30. April | William Sullivant                  | US-amerikanischer Bryologe                                                                        | 70    |       |
| April     | Giuseppe Cardoni                   | italienischer Geistlicher, Bischof und Präsident der Päpstlichen Diplomatenakademie               | 71    |       |

## Mai
| Tag     | Name                                     | Beruf, bekannt als                                                                        | Alter | Beleg |
| ------- | ---------------------------------------- | ----------------------------------------------------------------------------------------- | ----- | ----- |
| 1. Mai  | Theodor von Bismarck-Bohlen              | preußischer General                                                                       | 82    |       |
| 1. Mai  | Ferdinand Wilhelm Holz                   | deutscher Architekt                                                                       | 73    |       |
| 1. Mai  | Heinrich Philipp Ludwig Kalkmann         | deutscher Kaufmann                                                                        | 51    |       |
| 1. Mai  | David Livingstone                        | britischer Entdecker und Missionar                                                        | 60    |       |
| 1. Mai  | Traugott von Unverricht                  | deutscher Rittergutsbesitzer und Parlamentarier                                           | 70    |       |
| 2. Mai  | Ludwig Achleitner                        | deutscher Komponist, Organist und Musikpädagoge                                           | 74    |       |
| 3. Mai  | Johann Wilhelm Rudolph Glier             | Holzblasinstrumentenmacher, Musikalienhändler                                             | 80    |       |
| 3. Mai  | Zaccaria Pallioppi                       | Bündner Jurist und Sprachforscher                                                         | 53    |       |
| 3. Mai  | Stepan Rudanskyj                         | ukrainischer Dichter, Übersetzer und Arzt                                                 | 39    |       |
| 4. Mai  | Karl Benziger                            | Schweizer Verleger und Politiker                                                          | 73    |       |
| 5. Mai  | Albert Goblet d’Alviella                 | belgischer General und Staatsmann                                                         | 82    |       |
| 5. Mai  | Pierre Louis Dubourcq                    | niederländischer Landschaftsmaler, Lithograf und Radierer                                 | 58    |       |
| 5. Mai  | Karl Obertüschen                         | deutscher Bürgermeister der Stadt Mülheim an der Ruhr (1857–1873)                         | 45    |       |
| 5. Mai  | James Lawrence Orr                       | US-amerikanischer Politiker                                                               | 50    |       |
| 6. Mai  | José Antonio Páez                        | venezolanischer General und Präsident                                                     | 82    |       |
| 6. Mai  | Albert Schiffner                         | deutscher Geograph, Schriftsteller und Lexikograph                                        | 81    |       |
| 7. Mai  | Salmon P. Chase                          | US-amerikanischer Politiker und Jurist                                                    | 65    |       |
| 7. Mai  | Otto Wucherer                            | brasilianischer Arzt                                                                      | 52    |       |
| 8. Mai  | Oakes Ames                               | US-amerikanischer Politiker                                                               | 69    |       |
| 8. Mai  | John Stuart Mill                         | englischer Philosoph und Ökonom                                                           | 66    |       |
| 9. Mai  | Jakob Laurenz Studach                    | Schweizer Bischof in Schweden, Apostolischer Vikar                                        | 77    |       |
| 9. Mai  | Johann Nepomuk Teng Edler von Lanzensieg | k. k. Offizier und Mitglied der Landstände des Herzogtums Nassau                          | 49    |       |
| 9. Mai  | Frederick Goddard Tuckerman              | amerikanischer Dichter                                                                    | 52    |       |
| 10. Mai | Carl von Bodelschwingh                   | preußischer Politiker, MdR                                                                | 72    |       |
| 11. Mai | Ignacio Agramonte                        | kubanischer Politiker und Revolutionär                                                    | 31    |       |
| 11. Mai | Louis Joseph Ghémar                      | belgischer Maler, Graphiker, Fotograf und Kunsthändler                                    | 54    |       |
| 13. Mai | Bernhard Hausmann                        | deutscher Politiker, Fabrikant und Kunstsammler                                           | 88    |       |
| 13. Mai | Wilhelm von Löw zu Steinfurth            | Landtagsabgeordneter Großherzogtum Hessen                                                 | 67    |       |
| 13. Mai | Gašpar Mašek                             | tschechischer Komponist                                                                   | 79    |       |
| 14. Mai | Gideon Brecher                           | österreichischer Arzt                                                                     | 76    |       |
| 14. Mai | Alois Kübeck von Kübau                   | österreichischer Diplomat und Botschafter                                                 | 54    |       |
| 14. Mai | Hermann Reuchlin                         | deutscher Historiker                                                                      | 63    |       |
| 14. Mai | Theron R. Strong                         | US-amerikanischer Jurist und Politiker                                                    | 70    |       |
| 15. Mai | Alexandru Ioan Cuza                      | rumänischer Staatsgründer und Fürst                                                       | 53    |       |
| 15. Mai | Rudolf Lohbauer                          | deutscher Publizist, Militärtheoretiker und Maler                                         | 71    |       |
| 16. Mai | Robert von Frankenberg und Ludwigsdorf   | preußischer General der Infanterie                                                        | 66    |       |
| 16. Mai | Peter Kagerbauer                         | österreichischer Jurist, Mitglied der Frankfurter Nationalversammlung                     | 65    |       |
| 17. Mai | Henry B. Cowles                          | US-amerikanischer Jurist und Politiker                                                    | 75    |       |
| 17. Mai | James Phelan                             | US-amerikanischer Politiker                                                               | 51    |       |
| 17. Mai | Johann Baptist Stein                     | österreichischer Richter und Politiker                                                    |       |       |
| 19. Mai | Friedrich Karl Stahl                     | deutscher Psychiater                                                                      | 62    |       |
| 19. Mai | Georg Karl Franz Tuengel                 | deutscher Mediziner, Chefarzt Krankenhaus St. Georg in Hamburg                            | 57    |       |
| 20. Mai | George-Étienne Cartier                   | kanadischer Politiker                                                                     | 58    |       |
| 22. Mai | Joseph Franz von Allioli                 | deutscher katholischer Theologe, Priester, Autor einer deutschsprachigen Bibelübersetzung | 79    |       |
| 22. Mai | Alexander Ewing                          | schottischer Theologe und anglikanischer Bischof                                          | 59    |       |
| 22. Mai | Robert MacAndrew                         | britischer Kaufmann und Naturforscher                                                     | 71    |       |
| 22. Mai | Alessandro Manzoni                       | italienischer Schriftsteller                                                              | 88    |       |
| 22. Mai | Georg Scheutz                            | schwedischer Erfinder                                                                     | 87    |       |
| 23. Mai | Pierre-Jean De Smet                      | Jesuitenmissionar im Nordwesten der USA und in Kanada                                     | 72    |       |
| 23. Mai | Alexander Küntzel                        | preußischer Jurist und Gutsbesitzer, Mitglied der Frankfurter Nationalversammlung         | 68    |       |
| 24. Mai | Leopold George                           | deutscher Philosoph, Theologe und Hochschullehrer                                         | 61    |       |
| 25. Mai | Melch Remigi Joller                      | Schweizer Politiker                                                                       | 74    |       |
| 26. Mai | August Conradi                           | deutscher Komponist, Organist und Kapellmeister                                           | 51    |       |
| 26. Mai | Leopold Kemeter                          | österreichischer Politiker                                                                | 64    |       |
| 27. Mai | Johann Ludwig von Güldenstubbe           | baltisch-schwedischer Adelsmann, Philosoph, Spiritist und Esoteriker                      | 55    |       |
| 27. Mai | Georg Landgrebe                          | deutscher Mineraloge, Chemiker und Physiker                                               | 72    |       |
| 27. Mai | Pierre-Antoine Lebrun                    | französischer Dichter                                                                     | 87    |       |
| 29. Mai | Ludwig Blum                              | deutscher Pfarrer, Beamter und Politiker                                                  | 58    |       |
| 29. Mai | Édouard de Verneuil                      | französischer Geologe                                                                     | 68    |       |
| 30. Mai | Joseph von Keller                        | deutscher Kupferstecher                                                                   | 62    |       |
| 30. Mai | Melchior Wyrsch                          | Schweizer Politiker und Arzt                                                              | 56    |       |

## Juni
| Tag      | Name                             | Beruf, bekannt als                                                                                | Alter | Beleg |
| -------- | -------------------------------- | ------------------------------------------------------------------------------------------------- | ----- | ----- |
| 1. Juni  | Emma Allestein                   | deutsche Schriftstellerin                                                                         | 62/63 |       |
| 1. Juni  | Gheorghe Bibescu                 | rumänischer Staatsmann und Fürst                                                                  | 71    |       |
| 1. Juni  | Joseph Howe                      | kanadischer Politiker und Journalist                                                              | 68    |       |
| 2. Juni  | François George Hainl            | französischer Violoncellist, Dirigent und Komponist                                               | 65    |       |
| 3. Juni  | Severin Heusch                   | deutscher Schermesserabrikant                                                                     | 45    |       |
| 4. Juni  | Henricus Loos                    | alt-katholischer Erzbischof von Utrecht                                                           | 60    |       |
| 5. Juni  | Auguste von Harrach              | Ehefrau von König Friedrich Wilhelm III. von Preußen                                              | 72    |       |
| 5. Juni  | Urbano Rattazzi                  | italienischer Politiker, Mitglied der Camera dei deputati                                         | 64    |       |
| 5. Juni  | Konrad Franz Roßhirt             | deutscher Rechtswissenschaftler und Hochschullehrer                                               | 79    |       |
| 5. Juni  | John Sutton, 3. Baronet          | englischer Baronet, Wohltäter und Mäzen                                                           | 52    |       |
| 5. Juni  | Ludovic Vitet                    | französischer Politiker und Schriftsteller                                                        | 70    |       |
| 6. Juni  | Adalbert von Preußen             | preußischer Prinz                                                                                 | 61    |       |
| 7. Juni  | Franz Pichler                    | Theaterschauspieler und Komiker                                                                   | 68    |       |
| 8. Juni  | Thomas B. Butler                 | US-amerikanischer Politiker                                                                       | 66    |       |
| 8. Juni  | Meno Mühlig                      | deutscher Genre- und Landschaftsmaler                                                             | 50    |       |
| 9. Juni  | Johann Wilhelm Arnold            | deutscher Physiologe                                                                              | 72    |       |
| 10. Juni | Julius Altmann                   | deutscher Archivar, Philologe, Schriftsteller und Übersetzer                                      | 59    |       |
| 10. Juni | Gottfried Franz                  | österreichischer Pfarrer und Politiker, Landtagsabgeordneter                                      | 69    |       |
| 11. Juni | Conrad Christian Hornung         | Klavierbauer                                                                                      | 71    |       |
| 11. Juni | Joseph Noll                      | deutscher Bürgermeister und Abgeordneter                                                          | 63    |       |
| 12. Juni | Johann Karl Schultz              | deutscher Maler                                                                                   | 72    |       |
| 13. Juni | Angelo Mariani                   | italienischer Komponist und Dirigent                                                              | 51    |       |
| 13. Juni | Friedrich von Raumer             | deutscher Politiker und Historiker                                                                | 92    |       |
| 14. Juni | Francis Cassidy                  | kanadischer Politiker                                                                             | 46    |       |
| 14. Juni | Bernhard von Rabenhorst          | sächsischer General der Infanterie, Kriegsminister                                                | 72    |       |
| 16. Juni | Georg Julius Berling             | plattdeutscher Dichter                                                                            | 56    |       |
| 16. Juni | Eugène Flachat                   | französischer Eisenbahn-Ingenieur                                                                 | 71    |       |
| 16. Juni | Albert von Zahn                  | deutscher Kunsthistoriker, Museumsdirektor und Herausgeber der „Jahrbücher für Kunstwissenschaft“ | 37    |       |
| 17. Juni | Eleonore Condorussi              | österreichische Schauspielerin                                                                    | 70    |       |
| 17. Juni | Anton von Le Monnier             | österreichischer Polizist                                                                         | 53    |       |
| 18. Juni | Alexander Wiktorowitsch Podschio | russischer Dekabrist                                                                              | 75    |       |
| 19. Juni | Horace F. Clark                  | US-amerikanischer Politiker                                                                       | 57    |       |
| 21. Juni | Johann Decker                    | deutscher Politiker (Zentrum), MdR                                                                | 51    |       |
| 21. Juni | Max Haider                       | deutscher Jäger, Tierzeichner, Lithograf und Illustrator                                          | 65    |       |
| 22. Juni | Wilhelm von Tschirschnitz        | hannoverscher General der Infanterie                                                              | 77    |       |
| 23. Juni | Dan Beach Bradley                | US-amerikanischer Missionar                                                                       | 68    |       |
| 25. Juni | Heimann Wolff Berend             | deutscher Chirurg und Orthopäde                                                                   | 63    |       |
| 25. Juni | Michael Carver Trout             | US-amerikanischer Politiker                                                                       | 62    |       |
| 26. Juni | Heinrich Henkel                  | deutscher liberaler Politiker                                                                     | 71    |       |
| 26. Juni | Solomon Hillen                   | US-amerikanischer Politiker                                                                       | 62    |       |
| 26. Juni | James Mullins                    | US-amerikanischer Politiker                                                                       | 65    |       |
| 26. Juni | Friedrich Schüler                | deutscher Jurist und demokratischer Politiker                                                     | 81    |       |
| 27. Juni | Karl Friedrich von Heyd          | deutscher Verwaltungs- und Justizbeamter und Parlamentarier                                       | 85    |       |
| 27. Juni | Jacob Wothly                     | deutscher Photograph                                                                              | 49    |       |
| 28. Juni | Franz Xaver Remling              | deutscher katholischer Priester, Domkapitular und Historiker                                      | 69    |       |
| 28. Juni | Andrei Șaguna                    | rumänischer orthodoxer Metropolit                                                                 | 64    |       |
| 29. Juni | Wolfgang Müller von Königswinter | deutscher Schriftsteller und Arzt                                                                 | 57    |       |
| 29. Juni | Ferdinand von Simbschen          | k.k. Feldmarschall-Lieutenant, zweiter Inhaber des Infanterie-Regiments Nr. 57                    | 77    |       |
| 29. Juni | William Whiting                  | US-amerikanischer Politiker                                                                       | 60    |       |
| Juni     | Moritz Heinrich Romberg          | deutscher Neurologe                                                                               |       |       |

## Juli
| Tag      | Name                                   | Beruf, bekannt als | Alter | Beleg |
| -------- | -------------------------------------- | --- | ----- | ----- |
| 2. Juli  | Joseph G. Wilson                       | US-amerikanischer Jurist und Politiker                                                                                     | 46    |       |
| 3. Juli  | Hugo Heinemann (Ingenieur)             | deutscher Ingenieur und Erfinder                                                                                           | 46    |       |
| 4. Juli  | Joseph Gauß                            | deutscher Artillerieoffizier, Geodät und Baubeamter                                                                        | 66    |       |
| 4. Juli  | Johann Jakob Kaup                      | deutscher Paläontologe und Zoologe                                                                                         | 70    |       |
| 4. Juli  | Józef Michał Poniatowski               | polnischer Komponist, Sänger und Diplomat                                                                                  | 57    |       |
| 4. Juli  | Maximilian Waag                        | badischer Beamter | 68    |       |
| 5. Juli  | Giovanni Carnovali                     | italienischer Maler | 68    |       |
| 5. Juli  | John Robertson                         | US-amerikanischer Politiker                                                                                                | 86    |       |
| 6. Juli  | Emanuel Thomas Peter                   | österreichischer Miniaturmaler                                                                                             | 74    |       |
| 6. Juli  | Ignaz Rudolph Schiner                  | österreichischer Entomologe                                                                                                | 60    |       |
| 6. Juli  | Kaspar Gottfried Schweizer             | Schweizer Astronom | 57    |       |
| 7. Juli  | Karl Rudolf Wilhelm Klose              | deutscher lutherischer Theologe und Bibliothekar                                                                           | 68    |       |
| 8. Juli  | Moritz Wilhelm Heffter                 | deutscher Historiker und Gymnasiallehrer                                                                                   | 80    |       |
| 8. Juli  | Franz Xaver Winterhalter               | deutscher Porträtmaler und Lithograf                                                                                       | 68    |       |
| 9. Juli  | Leon Wegner                            | preußisch-polnischer Jurist, Ökonom, Historiker und Politiker                                                              | 49    |       |
| 10. Juli | Alexander Blackburn Bradford           | US-amerikanischer Politiker und Offizier                                                                                   | 74    |       |
| 10. Juli | Josefine Ernst-Kaiser                  | Koloratursängerin |       |       |
| 10. Juli | Karl Keller                            | evangelischer Pfarrer und Parlamentarier                                                                                   | 74    |       |
| 11. Juli | César Auguste Récluz                   | französischer Malakologe                                                                                                   |       |       |
| 12. Juli | Carl Emanuel Conrad                    | deutscher Architekturmaler                                                                                                 | 63    |       |
| 12. Juli | Max Greve                              | deutscher Verwaltungsjurist, Bürgermeister von Bochum                                                                      | 57    |       |
| 12. Juli | Paul-Eugène Lequeux                    | französischer Architekt | 66    |       |
| 12. Juli | Joseph Barclay Pentland                | irischer Reisender und Naturforscher                                                                                       | 76    |       |
| 12. Juli | Jakob Zellweger-Hünerwadel             | Schweizer Arzt, Ratsherr, Gemeindehauptmann, Landesstatthalter, Landammann, Tagsatzungsgesandter und Obergerichtspräsident | 67    |       |
| 13. Juli | Anthony Colby                          | US-amerikanischer Politiker                                                                                                | 80    |       |
| 15. Juli | Gustav Rose                            | deutscher Mineraloge | 75    |       |
| 16. Juli | Gustav von Hackewitz                   | preußischer Generalmajor                                                                                                   | 69    |       |
| 17. Juli | Julius Dub                             | deutscher Physiker und Lehrer                                                                                              | 55    |       |
| 17. Juli | Joseph Streiter                        | Bürgermeister von Bozen und Landtagsabgeordneter des Tiroler Landtags                                                      | 69    |       |
| 17. Juli | Moritz von Todesco                     | österreichischer Unternehmer, Bankier, Kunstmäzen                                                                          | 56    |       |
| 18. Juli | Delos R. Ashley                        | US-amerikanischer Politiker                                                                                                | 45    |       |
| 18. Juli | Philarète Chasles                      | französischer Journalist und Literaturkritiker                                                                             | 74    |       |
| 18. Juli | Ferdinand David                        | deutscher Violinvirtuose und Komponist                                                                                     | 63    |       |
| 18. Juli | Ferdinand Dinstl                       | deutscher Jurist und Politiker                                                                                             | 85    |       |
| 18. Juli | Heinrich Grunholzer                    | Schweizer Lehrer, Politiker (Nationalrat) und Fabrikant                                                                    | 54    |       |
| 18. Juli | William Benjamin Robinson              | kanadischer Pelzhändler und Politiker                                                                                      | 75    |       |
| 19. Juli | James Gerry                            | US-amerikanischer Politiker                                                                                                | 76    |       |
| 19. Juli | Ludwig Ferdinand Graf von Kielmannsegg | Besitzer der Herrschaft Cappenberg und Scheda sowie preußischer Beamter                                                    | 74    |       |
| 19. Juli | Samuel Wilberforce                     | anglikanischer Bischof | 67    |       |
| 20. Juli | Richard Bethell, 1. Baron Westbury     | britischer Jurist, Politiker, Mitglied des House of Commons und Lordkanzler                                                | 73    |       |
| 21. Juli | Delfino Codazzi                        | italienischer Mathematiker                                                                                                 | 49    |       |
| 21. Juli | August Malotki von Trzebiatowski       | preußischer Generalleutnant                                                                                                | 64    |       |
| 22. Juli | Stephan Josef Krey                     | deutscher katholischer Pfarrer                                                                                             | 69    |       |
| 23. Juli | Hans Karl Barkow                       | deutscher Anatom und Physiologe; Rektor der Universität Breslau                                                            | 74    |       |
| 24. Juli | Noël Marie Paymal Lerebours            | französischer Optiker und Verleger                                                                                         | 66    |       |
| 25. Juli | Stephan Molitor                        | deutsch-amerikanischer Journalist                                                                                          | 67    |       |
| 26. Juli | Giuseppe Galletti                      | italienischer Politiker, Mitglied der Camera dei deputati und Freiheitskämpfer                                             | 74    |       |
| 27. Juli | Max Egon I. zu Fürstenberg             | österreichischer Militär und Politiker                                                                                     | 51    |       |
| 27. Juli | Fjodor Iwanowitsch Tjuttschew          | russischer Dichter und Diplomat                                                                                            | 69    |       |
| 28. Juli | Friedrich Albert von Oertzen           | mecklenburg-schwerinscher Regierungsbeamter und deutscher Parlamentarier                                                   | 75    |       |
| 28. Juli | Moritz Leopold Petri                   | deutscher Jurist, Politiker und Schriftsteller                                                                             | 71    |       |
| 28. Juli | Jakob Schnekenburger                   | deutscher Kommunalpolitiker                                                                                                | 75    |       |
| 29. Juli | Wilderich von Ketteler                 | deutscher Gutsherr und Politiker (Zentrum), MdR                                                                            | 64    |       |
| 29. Juli | Johan Peter Molin                      | schwedischer Bildhauer | 59    |       |
| 30. Juli | Christian Gottlieb Ziller              | deutscher Zimmermeister und Baumeister                                                                                     | 65    |       |
| 31. Juli | Christian Gottlob Lorenz               | deutscher Philologe, Pädagoge und Historiker                                                                               | 69    |       |
| Juli     | João Clímaco de Carvalho               | portugiesischer Gouverneur                                                                                                 |       |       |

## August
| Tag        | Name                                       | Beruf, bekannt als                                                                         | Alter | Beleg |
| ---------- | ------------------------------------------ | ------------------------------------------------------------------------------------------ | ----- | ----- |
| 1. August  | Cecilia Underwood, 1. Duchess of Inverness | britische Adlige, 2. morganatische Ehefrau von Prinz Augustus Frederick, 1. Duke of Sussex |       |       |
| 2. August  | Robert Curzon, 14. Baron Zouche            | britischer Reisender, Reiseschriftsteller, Diplomat und Büchersammler                      | 63    |       |
| 2. August  | Giuseppe Milesi Pironi Ferretti            | italienischer Kardinal und Minister des Kirchenstaates                                     | 56    |       |
| 2. August  | Ernst Friedrich Versmann                   | deutscher evangelischer Theologe                                                           | 59    |       |
| 3. August  | William Wallace Phelps                     | US-amerikanischer Politiker                                                                | 47    |       |
| 4. August  | Wiktor Alexandrowitsch Hartmann            | russischer Architekt, Bildhauer und Maler                                                  | 39    |       |
| 5. August  | Levi Bissell                               | Eisenbahningenieur                                                                         |       |       |
| 5. August  | Johann Küchler                             | deutscher Verwaltungsbeamter                                                               | 69    |       |
| 5. August  | Iosif Papp-Szilágyi                        | rumänischer Priester, Bischof von Großwardein                                              | 60    |       |
| 6. August  | Odilon Barrot                              | französischer Politiker                                                                    | 82    |       |
| 7. August  | Thomas Heaphy                              | englischer Porträt- und Motivmaler                                                         | 60    |       |
| 8. August  | Antoine Chintreuil                         | französischer Landschaftsmaler                                                             | 59    |       |
| 8. August  | Wilhelm Isaac Gillé                        | deutscher Bankier und Politiker                                                            | 68    |       |
| 9. August  | Casto José Alvarado                        | Präsident von Honduras                                                                     |       |       |
| 9. August  | Matthias Mahlandt                          | deutscher Kaufmann                                                                         | 64    |       |
| 12. August | János Kardos                               | slowenischer Schriftsteller und Übersetzer                                                 | 72    |       |
| 12. August | August Friedrich von Köstlin               | deutscher Verwaltungsjurist, Jurist im Kirchendienst                                       | 81    |       |
| 12. August | Auguste Poitevin                           | französischer Bildhauer                                                                    | 54    |       |
| 12. August | Christoph Friedrich von Stälin             | deutscher Geschichtsforscher und Direktor der königlichen Bibliothek in Stuttgart          | 68    |       |
| 13. August | Fritz Bamberger                            | deutscher Maler von spanischen Landschaften                                                | 58    |       |
| 15. August | Karasumaru Mitsue                          | japanischer Adliger und Gouverneur von Tokio                                               | 41    |       |
| 16. August | Georg Hellmesberger senior                 | österreichischer Violinist und Pädagoge                                                    | 73    |       |
| 17. August | William M. Meredith                        | US-amerikanischer Politiker                                                                | 74    |       |
| 17. August | Edo Heinrich von Thünen                    | Rittergutsbesitzer, MdR                                                                    | 65    |       |
| 18. August | Karl II.                                   | Herzog von Braunschweig                                                                    | 68    |       |
| 18. August | Friedrich von Witzleben                    | deutscher Kammerherr und Schlosshauptmann                                                  | 71    |       |
| 19. August | Karl Fichtner                              | deutscher Schauspieler                                                                     | 68    |       |
| 19. August | Hermann Theodor Schletter                  | deutscher Jurist und Rechtsgelehrter                                                       | 57    |       |
| 20. August | Otto Obermeier                             | deutscher Arzt und Bakteriologe                                                            | 30    |       |
| 22. August | James Philemon Holcombe                    | US-amerikanischer Jurist, Lehrer, Schriftsteller und Politiker                             | 52    |       |
| 23. August | Karl Hopf                                  | deutscher Althistoriker und Byzantinist                                                    | 41    |       |
| 23. August | Franz Josef Hermann Reuter                 | deutscher Klassischer Philologe                                                            | 74    |       |
| 23. August | Karl Vette                                 | deutscher Anwalt, politischer Journalist und Revolutionär                                  | 52    |       |
| 24. August | Andrew W. Loomis                           | US-amerikanischer Politiker (Whig Party)                                                   | 76    |       |
| 24. August | Thomas Amos Rogers Nelson                  | US-amerikanischer Politiker                                                                | 61    |       |
| 24. August | Friedrich Paschen                          | deutscher Astronom und Geodät                                                              | 68    |       |
| 26. August | Green Kendrick                             | US-amerikanischer Politiker                                                                | 75    |       |
| 26. August | Julian Kasimirowitsch Ljublinski           | russischer Dekabrist                                                                       | 74    |       |
| 26. August | Paul Pretsch                               | österreichischer Buchdrucker und Erfinder der Fotogalvanografie                            | 65    |       |
| 26. August | Carl Wilhelm                               | deutscher Chorleiter                                                                       | 57    |       |
| 27. August | Eduard von Kausler                         | deutscher Archivar, Germanist und Romanist                                                 | 72    |       |
| 28. August | Johann Joseph Gronewald                    | deutscher Pädagoge für Gehörlose und Gründer der ersten Gehörlosenschule in Köln           | 69    |       |
| 28. August | Wilhelm Hoffmann                           | Kanzelredner und Kirchenpolitiker                                                          | 66    |       |
| 28. August | Heinrich Julius Köbicke                    | deutscher Architekt und Baubeamter                                                         | 70    |       |
| 28. August | Ernst von Lerchenfeld                      | bayerischer Regierungspräsident                                                            | 57    |       |
| 29. August | Hermann Hankel                             | deutscher Mathematiker                                                                     | 34    |       |

## September
| Tag           | Name                                | Beruf, bekannt als                                                                       | Alter | Beleg |
| ------------- | ----------------------------------- | ---------------------------------------------------------------------------------------- | ----- | ----- |
| 1. September  | Daniel Moreau Barringer             | US-amerikanischer Politiker                                                              | 67    |       |
| 1. September  | William Ogilby                      | irischer Barrister und Naturforscher                                                     |       |       |
| 2. September  | Demas Hubbard junior                | US-amerikanischer Jurist und Politiker                                                   | 67    |       |
| 3. September  | Martin Hoek                         | niederländischer Astronom und Experimentalphysiker                                       | 38    |       |
| 6. September  | Harald Ackermann                    | deutscher Mediziner                                                                      | 62    |       |
| 6. September  | Franz von Berks                     | deutscher Statistiker, Professor und Ministerverweser                                    | 80    |       |
| 6. September  | Franz Svítil                        | böhmischer Orgelbauer                                                                    | 68    |       |
| 7. September  | Nicolás Castells                    | spanischer Geistlicher, römisch-katholischer Erzbischof und Diplomat des Heiligen Stuhls | 73    |       |
| 7. September  | Célestin Nanteuil                   | französischer Maler, Zeichner und Illustrator                                            | 60    |       |
| 7. September  | Jules Verreaux                      | französischer Botaniker und Ornithologe                                                  | 66    |       |
| 9. September  | Adele von Gunesch                   | österreichische Pädagogin                                                                | 41    |       |
| 9. September  | Joseph Lanz                         | österreichischer Komponist und Musiktheoretiker                                          | 76    |       |
| 9. September  | Christine Charlotte Riedl           | deutsche Kochbuchautorin und Köchin                                                      | 72    |       |
| 10. September | Ashur Ware                          | US-amerikanischer Richter und Politiker                                                  | 91    |       |
| 11. September | Edwin Stanton McCook                | US-amerikanischer Politiker und Offizier                                                 | 36    |       |
| 11. September | Agustín Fernando Muñoz y Sánchez    | morganatischer Ehemann von Maria Christina von Spanien                                   | 65    |       |
| 11. September | August Weber                        | deutscher Maler                                                                          | 56    |       |
| 12. September | Jean-Pierre Barillet-Deschamps      | französischer Gartenkünstler                                                             | 49    |       |
| 13. September | Samuel Nelson                       | US-amerikanischer Jurist, Richter am US-Supreme Court                                    | 80    |       |
| 13. September | Ernst Sauer                         | deutscher Orgelbauer                                                                     | 74    |       |
| 15. September | Alexei Pawlowitsch Fedtschenko      | russischer Forschungsreisender                                                           | 29    |       |
| 15. September | Laura Solera Mantegazza             | italienische Philanthropin und Sozialreformerin                                          | 60    |       |
| 16. September | Johann Nepomuk Czermak              | Physiologe                                                                               | 45    |       |
| 16. September | Sidi Muhammad IV.                   | Sultan der Alawiden                                                                      |       |       |
| 16. September | Friedrich von Negelein              | preußischer Landrat                                                                      | 81    |       |
| 17. September | Charles Yorke, 4. Earl of Hardwicke | britischer Politiker der Conservative Party, Mitglied des House of Commons und Peer      | 74    |       |
| 19. September | Jean Victor Coste                   | französischer Naturforscher                                                              | 66    |       |
| 19. September | Giambattista Donati                 | italienischer Astronom                                                                   | 46    |       |
| 19. September | Robert Mackenzie                    | Premierminister von Queensland                                                           | 62    |       |
| 20. September | Elgar von Dalwigk                   | deutscher Verwaltungsbeamter                                                             | 45    |       |
| 20. September | Wilder D. Foster                    | US-amerikanischer Politiker                                                              | 54    |       |
| 20. September | Johann Georg Patzenhofer            | deutscher Bierbrauer                                                                     | 58    |       |
| 21. September | Henry Bright                        | englischer Landschaftsmaler                                                              | 63    |       |
| 21. September | Auguste Nélaton                     | französischer Arzt und Chirurg                                                           | 66    |       |
| 22. September | August Breithaupt                   | deutscher Mineraloge                                                                     | 82    |       |
| 22. September | Friedrich Frey-Herosé               | Schweizer Unternehmer, Offizier und Politiker                                            | 71    |       |
| 23. September | Ludwig von Bothmer                  | preußischer Generalleutnant                                                              | 56    |       |
| 23. September | Jean Chacornac                      | französischer Astronom                                                                   | 50    |       |
| 23. September | Peter Joseph Mülhens                | Unternehmer                                                                              | 72    |       |
| 23. September | Miles Taylor                        | US-amerikanischer Politiker                                                              | 68    |       |
| 24. September | August von der Goltz                | preußischer Generalleutnant                                                              | 70    |       |
| 26. September | Roderich Benedix                    | deutscher Lustspieldichter, Schauspieler, Theaterdirektor                                | 62    |       |
| 26. September | Carl Friedrich zu Dohna-Lauck       | preußischer Standesherr und Herrenhausmitglied                                           | 73    |       |
| 26. September | John Farrell                        | kanadischer römisch-katholischer Geistlicher, Bischof von Hamilton in Ontario            | 53    |       |
| 26. September | Luise Mühlbach                      | deutsche Schriftstellerin                                                                | 59    |       |
| 26. September | Salustiano Olózaga                  | Ministerpräsident von Spanien                                                            | 68    |       |
| 27. September | Wilhelm Friedrich Gericke           | preußischer Bürgermeister                                                                | 50    |       |
| 28. September | Charles John Biddle                 | US-amerikanischer Politiker                                                              | 54    |       |
| 28. September | Émile Gaboriau                      | französischer Schriftsteller                                                             | 40    |       |
| 30. September | John Brown Baldwin                  | US-amerikanischer Jurist, Politiker und Offizier                                         | 53    |       |
| 30. September | Louis Drouet                        | französisch-niederländischer Flötist, Flötenbauer, Komponist und Dirigent                | 81    |       |

## Oktober
| Tag         | Name                                  | Beruf, bekannt als                                                                          | Alter | Beleg |
| ----------- | ------------------------------------- | ------------------------------------------------------------------------------------------- | ----- | ----- |
| 1. Oktober  | Carl Baunscheidt                      | deutscher Gewerbelehrer und Erfinder                                                        | 63    |       |
| 1. Oktober  | John Hanson Farquhar                  | US-amerikanischer Politiker                                                                 | 54    |       |
| 1. Oktober  | Trasimond Landry                      | US-amerikanischer Politiker                                                                 | 77    |       |
| 1. Oktober  | Edwin Landseer                        | englischer Maler                                                                            | 71    |       |
| 2. Oktober  | Friedrich Moritz von Burger           | österreichischer Jurist und Politiker                                                       | 69    |       |
| 3. Oktober  | Thomas King Carroll                   | US-amerikanischer Politiker, Gouverneur von Maryland                                        | 80    |       |
| 3. Oktober  | Kintpuash                             | Häuptling der Modoc-Indianer                                                                |       |       |
| 4. Oktober  | Margaret Gatty                        | englische Schriftstellerin und Botanikerin                                                  | 64    |       |
| 4. Oktober  | August Krüger                         | deutscher Altphilologe, Lehrer und Autor                                                    | 80    |       |
| 5. Oktober  | Henry Daniel                          | US-amerikanischer Politiker                                                                 | 87    |       |
| 6. Oktober  | Leopold Schulz                        | österreichischer Porträt- und Kirchenmaler                                                  | 68    |       |
| 6. Oktober  | Paul Edmund de Strzelecki             | polnischer Forscher und Entdeckungsreisender                                                | 76    |       |
| 6. Oktober  | Fjodor Alexandrowitsch Wassiljew      | russischer Maler                                                                            | 23    |       |
| 6. Oktober  | Friedrich Wieck                       | deutscher Musiker und Musikpädagoge                                                         | 88    |       |
| 7. Oktober  | Knut Jungbohn Clement                 | deutscher Schriftsteller                                                                    | 69    |       |
| 7. Oktober  | John Law                              | US-amerikanischer Politiker                                                                 | 76    |       |
| 8. Oktober  | Georg von Frauenfeld                  | österreichischer Naturforscher und Zoologe                                                  | 66    |       |
| 8. Oktober  | Job Mann                              | US-amerikanischer Politiker                                                                 | 78    |       |
| 9. Oktober  | Alfred Cumming                        | US-amerikanischer Politiker                                                                 | 71    |       |
| 9. Oktober  | Emil Elben                            | deutscher Journalist, Schriftleiter und verantwortlicher Redakteur beim Schwäbischen Merkur | 78    |       |
| 9. Oktober  | Caroline Perthaler                    | österreichische Pianistin und Klavierlehrerin                                               | 62    |       |
| 10. Oktober | Hermann Kurz                          | deutscher Schriftsteller, Publizist und Übersetzer                                          | 59    |       |
| 12. Oktober | Karl Welsperg von Primör und Raitenau | österreichischer Beamter, Kreishauptmann von Salzburg                                       | 94    |       |
| 13. Oktober | August Bechem                         | deutscher Maschinenbauer                                                                    | 35    |       |
| 13. Oktober | Emil von Sydow                        | preußischer Offizier, Geograph und Kartograf                                                | 61    |       |
| 13. Oktober | Gerhard von Thadden                   | preußischer Rittergutsbesitzer und Reichstagsabgeordneter                                   | 44    |       |
| 14. Oktober | August Hoppenstedt                    | deutscher Verwaltungsjurist und Politiker                                                   | 61    |       |
| 14. Oktober | Johann Carl Tecklenborg               | deutscher Schiffsbauer und Werftbesitzer                                                    | 53    |       |
| 15. Oktober | Gustav Ignaz von Chorinsky            | österreichischer Adeliger und k.k. Beamter                                                  | 67    |       |
| 15. Oktober | August Ludwig von Rochau              | deutscher Publizist und Politiker (NLP), MdR                                                | 63    |       |
| 15. Oktober | Joseph Walkup                         | US-amerikanischer Politiker                                                                 | 53    |       |
| 16. Oktober | Wilhelm Boegehold                     | deutscher Theologe                                                                          | 58    |       |
| 16. Oktober | Frederik Due                          | norwegischer Offizier und Politiker                                                         | 77    |       |
| 17. Oktober | Adolf Bube                            | thüringischer Dichter und Archivar                                                          | 71    |       |
| 17. Oktober | Franz Duschek                         | ungarischer Finanzminister während der Revolution 1848/49                                   | 76    |       |
| 17. Oktober | Christoph Florentius Kött             | Bischof von Fulda                                                                           | 71    |       |
| 18. Oktober | Wilhelm Agthe                         | deutscher Musikpädagoge und Komponist                                                       | 83    |       |
| 18. Oktober | Robert John Le Mesurier McClure       | britischer Seefahrer und Entdecker der Nordwestpassage                                      | 66    |       |
| 19. Oktober | Gottfried Andreas Sartori             | deutscher evangelisch-lutherischer Geistlicher                                              | 76    |       |
| 19. Oktober | Anselm Sickinger                      | deutscher Bildhauer                                                                         |       |       |
| 20. Oktober | August von Adelburg                   | Geiger und Komponist                                                                        | 42    |       |
| 20. Oktober | Jakob Kellenberger                    | Schweizer Politiker                                                                         | 80    |       |
| 20. Oktober | Elise Ruepp                           | Schweizer Pädagogin                                                                         | 82    |       |
| 21. Oktober | James Hughes                          | US-amerikanischer Jurist und Politiker                                                      | 49    |       |
| 21. Oktober | Johan Sebastian Welhaven              | norwegischer Lyriker, Literaturkritiker und Kunsttheoretiker                                | 65    |       |
| 23. Oktober | William Bebb                          | US-amerikanischer Politiker                                                                 | 70    |       |
| 24. Oktober | Frederick Crace Calvert               | englischer Chemiker                                                                         | 53    |       |
| 25. Oktober | Ludwik Oborski                        | polnischer Offizier und Revolutionär                                                        | 84    |       |
| 26. Oktober | Giuseppe Fratecolla                   | Schweizer Jurist, Offizier und Politiker                                                    | 55    |       |
| 26. Oktober | Joseph Saxton                         | US-amerikanischer Uhrmacher und Instrumentenbauer                                           | 74    |       |
| 27. Oktober | Edward Fitzball                       | englischer Theaterdichter                                                                   |       |       |
| 27. Oktober | Christian Theiss                      | Landtagsabgeordneter Großherzogtum Hessen                                                   | 71    |       |
| 27. Oktober | Friedrich von Urff                    | kurhessischer Jurist und Landrat, Mitglied der kurhessischen Ständeversammlung              | 68    |       |
| 28. Oktober | Samuel Gordon                         | US-amerikanischer Jurist und Politiker                                                      | 71    |       |
| 29. Oktober | Elise Engels                          | Mutter von Friedrich Engels                                                                 | 76    |       |
| 29. Oktober | Johann                                | König von Sachsen                                                                           | 71    |       |
| 29. Oktober | Leonardus Antonius Lightenvelt        | niederländischer Richter und Staatsmann                                                     | 78    |       |

## November
| Tag          | Name                                       | Beruf, bekannt als                                                                                     | Alter | Beleg |
| ------------ | ------------------------------------------ | --- | ----- | ----- |
| 2. November  | Frédéric-Auguste Demetz                    | französischer Jurist und Philanthrop                                                                   | 77    |       |
| 3. November  | Karl Waitz von Eschen                      | nordhessischer Rittergutsbesitzer                                                                      | 77    |       |
| 4. November  | Temple Chevallier                          | britischer Geistlicher, Astronom, Mathematiker und Philologe                                           | 79    |       |
| 4. November  | Ivan Padovec                               | kroatischer Gitarrist, Komponist und Gitarrenlehrer                                                    | 73    |       |
| 5. November  | Mary Anna Randolph Custis Lee              | Frau von Robert E. Lee                                                                                 | 65    |       |
| 5. November  | Christian Gottlieb Friedrich Witte         | niederländischer Orgelbauer                                                                            | 71    |       |
| 6. November  | Johann Friedrich Boeck                     | deutscher Landschafts- und Porträtmaler                                                                | 61    |       |
| 6. November  | André Castella                             | Schweizer Politiker und Staatsrat des Kantons Freiburg                                                 | 67    |       |
| 6. November  | Noa Gottfried Elwert                       | deutscher Buchhändler und Verleger                                                                     | 66    |       |
| 6. November  | William Joseph Hardee                      | Konföderierten-General im Amerikanischen Bürgerkrieg                                                   | 58    |       |
| 7. November  | Johann Christian Friedrich Heyer           | deutsch-US-amerikanischer Missionar                                                                    | 80    |       |
| 8. November  | Conrad Abée                                | kurhessischer Politiker und Minister                                                                   | 67    |       |
| 8. November  | Rudolph Kysaeus                            | deutscher Astronom                                                                                     | 56    |       |
| 8. November  | Wilhelm Weidig                             | Landtagsabgeordneter Großherzogtum Hessen                                                              | 75    |       |
| 9. November  | Josef Axmann                               | österreichischer Kupferstecher                                                                         | 80    |       |
| 9. November  | Stephen Russell Mallory senior             | US-amerikanischer Politiker                                                                            |       |       |
| 10. November | Joel Hayden                                | US-amerikanischer Politiker                                                                            | 75    |       |
| 10. November | Louis Le Chatelier                         | französischer Ingenieur                                                                                | 58    |       |
| 10. November | Georg Ferdinand von Lepel                  | kurhessischer Außenminister                                                                            | 93    |       |
| 11. November | Carl Arnold                                | norwegischer Komponist deutscher Herkunft                                                              | 79    |       |
| 11. November | Thomas Marshall                            | US-amerikanischer Politiker                                                                            | 56    |       |
| 12. November | John Flournoy Henry                        | US-amerikanischer Politiker                                                                            | 80    |       |
| 13. November | Gabrio Casati                              | italienischer Staatsmann                                                                               | 75    |       |
| 13. November | Christian Friedrich Göthel                 | deutscher Orgelbauer                                                                                   | 69    |       |
| 13. November | Johann Nepomuk Kravogl                     | österreichischer Maler und Lithograph                                                                  | 70    |       |
| 13. November | Richard Ludwig Venus                       | deutscher Jurist und Politiker                                                                         | 38    |       |
| 14. November | Otto Carsten Krabbe                        | deutscher evangelisch-lutherischer Theologe, Hochschullehrer, Rektor der Universität Rostock           | 67    |       |
| 15. November | Franz Krutter                              | Schweizer Schriftsteller, Jurist und Politiker                                                         | 66    |       |
| 15. November | Johann von Stietencron                     | Erbherr auf dem Rittergut Schötmar, Fürstlich Lippischer Kammerherr, Mitglied des Lippischen Landtages | 62    |       |
| 16. November | William Spring Hubbell                     | US-amerikanischer Politiker                                                                            | 72    |       |
| 16. November | Carl Ochs                                  | deutscher evangelischer Missionar                                                                      | 61    |       |
| 17. November | Edmund zu Schwarzenberg                    | österreichischer Feldmarschall                                                                         | 69    |       |
| 18. November | Theodor Kern                               | österreichisch-deutscher Historiker                                                                    | 37    |       |
| 18. November | Peter Dumont Vroom                         | US-amerikanischer Politiker                                                                            | 81    |       |
| 19. November | Eugène-Louis-Ernest de Buchère de Lépinois | französischer Historiker                                                                               | 59    |       |
| 19. November | John P. Hale                               | US-amerikanischer Politiker                                                                            | 67    |       |
| 19. November | William A. Moseley                         | US-amerikanischer Politiker                                                                            | 75    |       |
| 20. November | Nathaniel Boyden                           | US-amerikanischer Jurist und Politiker                                                                 | 77    |       |
| 21. November | Adelheid Spitzeder                         | deutsche Schauspielerin und Sängerin                                                                   | ≈80   |       |
| 22. November | Moritz Füldner                             | deutscher Gymnasiallehrer, Entomologe und Botaniker                                                    | 54    |       |
| 22. November | Heinrich Wilhelm Ferdinand Halfeld         | deutscher Ingenieur                                                                                    | 76    |       |
| 22. November | Mychajlo Maxymowytsch                      | ukrainischer Schriftsteller und Wissenschaftler                                                        | 69    |       |
| 22. November | Rufus Wheeler Peckham                      | US-amerikanischer Jurist und Politiker                                                                 | 63    |       |
| 22. November | Arthur Strousberg                          | deutscher Rentier und Sohn von Bethel Henry Strousberg                                                 |       |       |
| 23. November | Heinrich von Helldorff                     | preußischer Gutsbesitzer und Politiker                                                                 | 74    |       |
| 23. November | Johann Friedrich Laurer                    | deutscher Botaniker, Anatom und Pharmakologe                                                           | 75    |       |
| 23. November | Heinrich Overhage                          | deutscher römisch-katholischer Geistlicher und Schriftsteller                                          | 66    |       |
| 24. November | Azariah C. Flagg                           | US-amerikanischer Zeitungsredakteur und Politiker                                                      | 82    |       |
| 25. November | Ferdinand Gump                             | deutscher Raubmörder, Teil der Donaumoosräuber                                                         | 29    |       |
| 25. November | Seligmann Ladenburg                        | deutscher Bankier                                                                                      | 75    |       |
| 25. November | Antoine Luder                              | Schweizer Politiker                                                                                    | 69    |       |
| 26. November | Anton Gladbach                             | deutscher Politiker                                                                                    | 64    |       |
| 26. November | Carl Friedrich Naumann                     | deutscher Geologe und Kristallograph                                                                   | 76    |       |
| 26. November | August Emanuel von Reuss                   | österreichischer Mediziner, Geologe und Paläontologe                                                   | 62    |       |
| 26. November | Carl Waagen                                | deutscher Maler und Lithograph                                                                         |       |       |
| 27. November | Auguste Arthur de la Rive                  | Schweizer Physiker                                                                                     | 72    |       |
| 27. November | Richard Yates senior                       | US-amerikanischer Politiker                                                                            | 55    |       |
| 28. November | Anton Seifert                              | österreichischer Kapellmeister und Komponist                                                           | 47    |       |
| 28. November | Otto Unverdorben                           | Kaufmann und Apotheker in Dahme/Mark, Entdecker des Farbstoffs Anilin (1826)                           | 67    |       |
| 29. November | Claude Gay                                 | französischer Botaniker und Reisender                                                                  | 73    |       |
| 29. November | Andreas Theodor Kruse                      | deutscher Kaufmann, Politiker und Heimatforscher                                                       | 86    |       |

## Dezember
| Tag          | Name                          | Beruf, bekannt als                                                  | Alter | Beleg |
| ------------ | ----------------------------- | ------------------------------------------------------------------- | ----- | ----- |
| 1. Dezember  | Karl Drechsler                | deutscher Cellist                                                   | 73    |       |
| 1. Dezember  | John W. Howe                  | US-amerikanischer Politiker                                         |       |       |
| 2. Dezember  | Karl Heinrich Gräffe          | deutscher Mathematiker                                              | 74    |       |
| 3. Dezember  | Eduard Wilhelm Breitfeld      | sächsischer Unternehmer und Landtagsabgeordneter                    | 70    |       |
| 3. Dezember  | William Smith Jewett          | amerikanischer Maler                                                |       |       |
| 5. Dezember  | George R. Andrews             | US-amerikanischer Jurist und Politiker                              | 65    |       |
| 5. Dezember  | Friedrich Weichs              | österreichischer Politiker                                          | 41    |       |
| 6. Dezember  | Carl von Paur                 | bayerischer Beamter und Politiker                                   | 69    |       |
| 6. Dezember  | Peter Rigler                  | Wiederbegründer des Deutschen Ordens                                | 77    |       |
| 7. Dezember  | Franz Euler                   | deutscher Gastronom und Bürgermeister der Stadt Worms               | 68    |       |
| 8. Dezember  | Georg Buderus II              | Unternehmer, Reichstagsabgeordneter                                 | 65    |       |
| 9. Dezember  | William Steeves               | kanadischer Politiker                                               | 59    |       |
| 10. Dezember | John C. Conner                | US-amerikanischer Politiker                                         | 31    |       |
| 10. Dezember | Karl Wilhelm Fischer          | österreichischer Schauspieler                                       |       |       |
| 11. Dezember | Nicolaus Zumloh               | deutscher Kaufmann und Parlamentarier                               | 69    |       |
| 12. Dezember | Hans Kugler                   | deutscher Landschafts- und Porträtmaler                             | 33    |       |
| 14. Dezember | Louis Agassiz                 | schweizerisch-amerikanischer Naturforscher                          | 66    |       |
| 14. Dezember | Elisabeth Ludovika von Bayern | Königin von Preußen                                                 | 72    |       |
| 14. Dezember | August Heinrich Rumann        | deutscher Verwaltungsbeamter und Politiker im Königreich Hannover   |       |       |
| 15. Dezember | Friedrich von Kalckreuth      | preußischer Schriftsteller und Dramatiker                           | 83    |       |
| 15. Dezember | Johann Christoph Wenthe       | deutscher Landwirt und Mitglied der kurhessischen Ständeversammlung | 62    |       |
| 16. Dezember | Nino Bixio                    | italienischer Freiheitskämpfer                                      | 52    |       |
| 16. Dezember | John M. Parker                | US-amerikanischer Jurist und Politiker                              | 68    |       |
| 17. Dezember | Ludwig Haberkorn              | Landtagsabgeordneter Großherzogtum Hessen                           | 63    |       |
| 18. Dezember | Weldon Nathaniel Edwards      | US-amerikanischer Politiker                                         | 85    |       |
| 18. Dezember | Wilhelm Völker                | deutscher Maler                                                     | 62    |       |
| 19. Dezember | Emil Otto Schellenberg        | deutscher Theologe, Dekan, Pfarrer und Prediger                     | 57    |       |
| 20. Dezember | Heinrich Huwart               | deutscher Theaterschauspieler                                       | 50    |       |
| 20. Dezember | Georg Johann Theodor Lau      | deutscher evangelischer Geistlicher und Kirchenhistoriker           | 60    |       |
| 20. Dezember | Joseph Melcher                | Bischof von Green Bay, Wisconsin, USA                               | 67    |       |
| 20. Dezember | Philipp Wagner                | deutscher Klassischer Philologe und Gymnasiallehrer                 | 79    |       |
| 21. Dezember | Francis Garnier               | französischer Forschungsreisender                                   | 34    |       |
| 21. Dezember | James Rogers                  | US-amerikanischer Politiker                                         | 78    |       |
| 22. Dezember | Charles Lenox Remond          | US-amerikanischer Redner und Aktivist der Abolitionsbewegung        | 63    |       |
| 22. Dezember | Rudolf Theodor Simler         | Schweizer Alpinist, Gründer des Schweizer Alpen-Clubs               | 40    |       |
| 24. Dezember | Johns Hopkins                 | US-amerikanischer Geschäftsmann und Philanthrop                     | 78    |       |
| 24. Dezember | Heinrich Gustav Hotho         | deutscher Philosoph und Kunsthistoriker                             | 71    |       |
| 24. Dezember | Georg Kreuzberg               | Entdecker der Apollinaris-Quellen in Bad Neuenahr                   | 77    |       |
| 25. Dezember | Hermann von Fabeck            | preußischer Generalleutnant                                         | 57    |       |
| 25. Dezember | Wilhelm Gleisner              | deutscher Politiker                                                 | 70    |       |
| 25. Dezember | Hardin Richard Runnels        | US-amerikanischer Politiker                                         | 53    |       |
| 25. Dezember | Johann Woldemar Streubel      | sächsischer Offizier und Militärschriftsteller                      | 46    |       |
| 26. Dezember | Friedrich Lauer               | deutscher Unternehmer und Politiker                                 | 79    |       |
| 26. Dezember | Karl Mittell                  | österreichischer Theaterschauspieler                                | 73    |       |
| 27. Dezember | Edward Blyth                  | englischer Zoologe und Ornithologe                                  | 63    |       |
| 27. Dezember | Georg Thudichum               | deutscher evangelischer Theologe und Altphilologe                   | 79    |       |
| 30. Dezember | Wolf von Hoyer                | deutscher Bildhauer                                                 | 67    |       |

## Datum unbekannt
| Tag | Name                                   | Beruf, bekannt als                                                           | Alter | Beleg |
| --- | -------------------------------------- | ---------------------------------------------------------------------------- | ----- | ----- |
|     | Justo Abaunza y Muñoz de Avilés        | nicaraguanischer Politiker und Director Supremo von Nicaragua (1851)         |       |       |
|     | William Anders                         | deutscher Jurist und Politiker                                               |       |       |
|     | Karl Danner                            | deutscher Verwaltungsbeamter                                                 |       |       |
|     | Alcide Hyacinthe du Bois de Beauchesne | französischer Historiker und Schriftsteller                                  |       |       |
|     | Carl August Erb                        | deutscher Rechtswissenschaftler, Hochschullehrer, Philosoph und Mathematiker |       |       |
|     | Toni Fürst                             | österreichische Theaterschauspielerin                                        |       |       |
|     | Julius Gerlach                         | deutscher Philologe, Gymnasiallehrer und Prediger in Tilsit                  |       |       |
|     | Johannes Gistel                        | deutscher Zoologe                                                            |       |       |
|     | Teresa Guiccioli                       | italienische Adlige und Geliebte von Lord Byron                              |       |       |
|     | Josep Hospitaler i Caballer            | katalanischer Gelehrter und Autor                                            |       |       |
|     | Nikolai Iwanowitsch Jewdokimow         | russischer General                                                           |       |       |
|     | Abraham Keyser junior                  | US-amerikanischer Politiker                                                  |       |       |
|     | Johann Nikolaus Anton Kirchhoff        | deutscher Autor, Reichsrat und Bürgermeister von Kiel                        |       |       |
|     | Gustav Georg Lange                     | deutscher Zeichner, Stahlstecher und Buchhändler                             |       |       |
|     | Alphonse Lavallée                      | französischer Geschäftsmann                                                  |       |       |
|     | Friedrich Maurach                      | preußischer Beamter, Regierungspräsident von Gumbinnen und Bromberg          |       |       |
|     | Philip Morris                          | britischer Tabakhändler                                                      |       |       |
|     | Mother Damnable                        | US-amerikanische Pionierin                                                   |       |       |
|     | Milton H. Pettit                       | US-amerikanischer Politiker                                                  |       |       |
|     | Anton Poschacher                       | österreichischer Industrieller                                               |       |       |
|     | Saud II. ibn Faisal                    | Imam der Wahhabiten (1871–1873)                                              |       |       |
|     | Anton Schnitzler                       | deutscher Architekt                                                          |       |       |
|     | Nassim Schamama                        | tunesischer Geschäftsmann und Philanthrop                                    |       |       |
|     | Gustav Heinrich Lorenz Schön           | deutscher Maler und Zeichner                                                 |       |       |
|     | Martin Gottfried Julius Schöne         | preußischer Abgeordneter                                                     |       |       |
|     | Charles Stebbins                       | US-amerikanischer Rechtsanwalt und Politiker                                 |       |       |
|     | Rifāʿa at-Tahtāwī                      | ägyptischer Autor                                                            |       |       |
|     | Tekle Giyorgis II.                     | Kaiser von Äthiopien                                                         |       |       |
|     | Johann-Dietrich Theile                 | Firmengründer und Unternehmer                                                |       |       |
|     | Paul Richard Thomann                   | Bonner Stadtbaumeister, Kommunalbaumeister und Architekt                     |       |       |
|     | John Thurnam                           | britischer Antiquar                                                          |       |       |
|     | Henry Winnington                       | britischer Politiker, Mitglied des House of Commons                          |       |       |
|     | Theodor Wittmaack                      | deutscher Neurologe                                                          |       |       |